# 1955 год
1955 (ты́сяча девятьсо́т пятьдеся́т пя́тый) год  по григорианскому календарю — невисокосный год, начинающийся в субботу. Это 1955 год нашей эры, 5‑й год 6‑го десятилетия XX века 2‑го тысячелетия, 6‑й год 1950‑х годов. Он закончился 70 лет назад.
| Пн | Вт | Ср | Чт | Пт | Сб | Вс |
|    |    |    |    |    | 1  | 2  |
| 3  | 4  | 5  | 6  | 7  | 8  | 9  |
| 10 | 11 | 12 | 13 | 14 | 15 | 16 |
| 17 | 18 | 19 | 20 | 21 | 22 | 23 |
| 24 | 25 | 26 | 27 | 28 | 29 | 30 |
| 31 |    |    |    |    |    |    |

| Пн | Вт | Ср | Чт | Пт | Сб | Вс |
|    | 1  | 2  | 3  | 4  | 5  | 6  |
| 7  | 8  | 9  | 10 | 11 | 12 | 13 |
| 14 | 15 | 16 | 17 | 18 | 19 | 20 |
| 21 | 22 | 23 | 24 | 25 | 26 | 27 |
| 28 |    |    |    |    |    |    |

| Пн | Вт | Ср | Чт | Пт | Сб | Вс |
|    | 1  | 2  | 3  | 4  | 5  | 6  |
| 7  | 8  | 9  | 10 | 11 | 12 | 13 |
| 14 | 15 | 16 | 17 | 18 | 19 | 20 |
| 21 | 22 | 23 | 24 | 25 | 26 | 27 |
| 28 | 29 | 30 | 31 |    |    |    |

| Пн | Вт | Ср | Чт | Пт | Сб | Вс |
|    |    |    |    | 1  | 2  | 3  |
| 4  | 5  | 6  | 7  | 8  | 9  | 10 |
| 11 | 12 | 13 | 14 | 15 | 16 | 17 |
| 18 | 19 | 20 | 21 | 22 | 23 | 24 |
| 25 | 26 | 27 | 28 | 29 | 30 |    |

| Пн | Вт | Ср | Чт | Пт | Сб | Вс |
|    |    |    |    |    |    | 1  |
| 2  | 3  | 4  | 5  | 6  | 7  | 8  |
| 9  | 10 | 11 | 12 | 13 | 14 | 15 |
| 16 | 17 | 18 | 19 | 20 | 21 | 22 |
| 23 | 24 | 25 | 26 | 27 | 28 | 29 |
| 30 | 31 |    |    |    |    |    |

| Пн | Вт | Ср | Чт | Пт | Сб | Вс |
|    |    | 1  | 2  | 3  | 4  | 5  |
| 6  | 7  | 8  | 9  | 10 | 11 | 12 |
| 13 | 14 | 15 | 16 | 17 | 18 | 19 |
| 20 | 21 | 22 | 23 | 24 | 25 | 26 |
| 27 | 28 | 29 | 30 |    |    |    |

| Пн | Вт | Ср | Чт | Пт | Сб | Вс |
|    |    |    |    | 1  | 2  | 3  |
| 4  | 5  | 6  | 7  | 8  | 9  | 10 |
| 11 | 12 | 13 | 14 | 15 | 16 | 17 |
| 18 | 19 | 20 | 21 | 22 | 23 | 24 |
| 25 | 26 | 27 | 28 | 29 | 30 | 31 |

| Пн | Вт | Ср | Чт | Пт | Сб | Вс |
| 1  | 2  | 3  | 4  | 5  | 6  | 7  |
| 8  | 9  | 10 | 11 | 12 | 13 | 14 |
| 15 | 16 | 17 | 18 | 19 | 20 | 21 |
| 22 | 23 | 24 | 25 | 26 | 27 | 28 |
| 29 | 30 | 31 |    |    |    |    |

| Пн | Вт | Ср | Чт | Пт | Сб | Вс |
|    |    |    | 1  | 2  | 3  | 4  |
| 5  | 6  | 7  | 8  | 9  | 10 | 11 |
| 12 | 13 | 14 | 15 | 16 | 17 | 18 |
| 19 | 20 | 21 | 22 | 23 | 24 | 25 |
| 26 | 27 | 28 | 29 | 30 |    |    |

| Пн | Вт | Ср | Чт | Пт | Сб | Вс |
|    |    |    |    |    | 1  | 2  |
| 3  | 4  | 5  | 6  | 7  | 8  | 9  |
| 10 | 11 | 12 | 13 | 14 | 15 | 16 |
| 17 | 18 | 19 | 20 | 21 | 22 | 23 |
| 24 | 25 | 26 | 27 | 28 | 29 | 30 |
| 31 |    |    |    |    |    |    |

| Пн | Вт | Ср | Чт | Пт | Сб | Вс |
|    | 1  | 2  | 3  | 4  | 5  | 6  |
| 7  | 8  | 9  | 10 | 11 | 12 | 13 |
| 14 | 15 | 16 | 17 | 18 | 19 | 20 |
| 21 | 22 | 23 | 24 | 25 | 26 | 27 |
| 28 | 29 | 30 |    |    |    |    |

| Пн | Вт | Ср | Чт | Пт | Сб | Вс |
|    |    |    | 1  | 2  | 3  | 4  |
| 5  | 6  | 7  | 8  | 9  | 10 | 11 |
| 12 | 13 | 14 | 15 | 16 | 17 | 18 |
| 19 | 20 | 21 | 22 | 23 | 24 | 25 |
| 26 | 27 | 28 | 29 | 30 | 31 |    |

## События

### Январь
- 2 января — убийство президента Панамы полковника Хосе Ремона во время конных состязаний на столичном ипподроме, в должность президента вступил Хосе Рамон Гисадо[1].
- 3 января — правительство Королевства Ирак объявило о «перерыве» в дипломатических отношениях с СССР[2].
- 12 января — на парламентских выборах в Ямайке победила социал-демократическая Народная национальная партия, получившая 50,5% голосов и 18 из 32 мест в парламенте. Её лидер Норман Мэнли 2 февраля стал главным министром (премьер-министром) Ямайки.
- 17 января — первый выход в море американской подводной лодки «USS Nautilus (SSN-571)» — первой в мире атомной подводной лодки[3].
- 20 января — захват в ходе первого кризиса в Тайваньском проливе подразделениями Народно-освободительной армии Китая удерживавшихся гоминьдановцами островов Ицзяншань[англ.] («Ицзяншаньская битва»), 18—20 января)
- 21 января — открытие в Авади[англ.] (штат Мадрас) 60-й ежегодной сессии Индийского национального конгресса (завершила работу 23 января), на которой по предложению Джавахарлала Неру была принята резолюция о построении в Индии «общества социалистического образца»[4][5].
- 25 января
  - Издание Президиумом Верховного Совета СССР указа «О прекращении состояния войны между Советским Союзом и Германией»: формальное окончание Великой Отечественной войны[6].
  - Подписание в Панаме нового договора между Панамой и США о Зоне Панамского канала, по которому США лишались монопольного права на строительство шоссейных и железных дорог на Панамском перешейке, возвращали Панаме часть земель, входивших в зону канала, и увеличивали сумму годовых выплат Панаме за пользование каналом[7].
- 25—31 января — в Москве прошёл пленум ЦК КПСС. Принято постановление Об увеличении производства продуктов животноводства[8]. 31 января пленум принял постановление О тов. Маленкове Г. М., в котором тот освобождался от обязанностей Председателя Совета министров СССР[9].
- 30 января — принятие закрытого постановления Совета министров СССР о подготовке запуска в 1957 году искусственного спутника Земли.

### Февраль
- 3—9 февраля — в Москве прошла вторая сессия Верховного Совета СССР 4-го созыва[10].
- 5 февраля — вынесение Национальным собранием Франции вотума недоверия правительству Пьера Мендес-Франса (23 февраля сформировано новое правительство Эдгара Фора)[11].
- 8 февраля
  - Oсвобождение Г. М. Маленкова от обязанностей Председателя Совета министров СССР; назначение на эту должность Н. А. Булганина[12].
  - В результате пожара на райпромкомбинате в г. Павлово Горьковской области  погибли 75 человек.
- 9 февраля — назначение Г. К. Жукова на должность министра обороны СССР (вместо Н. А. Булганина)[6].
- 10 февраля — казнь руководителей чехословацкой подпольной антикоммунистической организации «Чёрный лев 777»: Иржи Ржезача, Ярослава Сиротека, Богумила Шимы.
- 23 февраля — открытие в Бангкоке первой сессии блока СЕАТО[13][14].
- 24 февраля — в Багдаде Ирак и Турция подписывают договор о военном сотрудничестве, получивший название Багдадского пакта[15].
- 25 февраля — в рамках операции «Голд» завершена подготовка туннеля для получения спецслужбами Великобритании и США доступа к телефонным коммуникациям штаба Группы советских войск в Германии.
- 27 февраля — на парламентских выборах в Японии победила Демократическая партия премьер-министра Итиро Хатоямы, получившая 36,6% голосов и 185 из 467 мест в Палате представителей.

### Март
- 1 марта
  - Основан Научно-исследовательский институт приборостроения имени В. В. Тихомирова.
  - Армия Аргентины брошена на подавление выступлений католиков в провинциях Кордова, Санта-Фе, Тукуман и Сантьяго-дель-Эстеро[16].
- 2 марта — король Камбоджи Нородом Сианук отрёкся от престола в пользу своего отца Нородома Сурамарита[17].
- 9 марта
  - ЦК КПСС и Совет Министров СССР приняли постановление Об изменении практики планирования сельского хозяйства[18].
  - В Лаосе подписано соглашение о перемирии между силами королевского правительства и Фронтом освобождения Лаоса[19].
- 13 марта — смерть короля Непала Трибхувана. Вступление на престол его сына Махендры.

- 15 марта — конгресс Аргентины принял закон об отмене католического преподавания в школах, закрытии религиозных объединений и запрете религиозных собраний без разрешения полиции[16].
- 19 марта — компания «Bell Labs» представила первый полностью транзисторный компьютер TRADIC.
- 22 марта
  - I (учредительный) съезд Народная партия Лаоса, созданной на базе организаций распущенной Коммунистической партии Индокитая[20].
  - Катастрофа R6D-1 на Гавайях — крупнейшая в истории этого штата (66 погибших).
- 28 марта — президент Египта Гамаль Абдель Насер провозгласил «Шесть принципов революции» — ликвидацию империализма, феодализма, засилья монополий, установление социальной справедливости и демократической системы, создание сильной армии[21].
- 29 марта
  - В должность президента Панамы вступил Рикардо Ариас.
  - Группа молодых офицеров йеменской армии во главе с подполковником Ахмедом ас-Суляи окружили королевский дворец аль-Урди в Таизе и заставили короля Ахмеда отречься от престола в пользу своего младшего брата эмира Абдаллы[22].
- 30 марта — начало извержения вулкана Безымянный на Камчатке.

### Апрель
- 1 апреля — на Кипре началась военная кампания «Национальной организации кипрских борцов» (ЭОКА) генерала Георгиоса Гриваса против Великобритании[23].
- 3 апреля — французские власти объявили чрезвычайное положение в охваченном восстанием Французском Алжире[24].
- 4 апреля — подписание соглашения между Великобританией и Ираком, аннулирующего англо-иракский договор 1930 года. Присоединение Великобритании к Багдадскому пакту[2][14].
- 5 апреля
  - Уход Уинстона Черчилля в отставку с поста премьер-министра Великобританией (6 апреля новым премьер-министром стал Энтони Иден)[25].
  - Собранное эмиром Мухаммедом аль-Бадром в Ходейде ополчение заняло Таиз и восстановило на престоле короля Йемена Ахмеда. На следующий день руководитель переворота 29 марта подполковник ас-Суляи публично казнён в Таизе, а свергнутый эмир Абдалла казнён в Хаддже[26][27].
- 6 апреля
  - В Каире подписан Договор «о вечном мире, дружбе и братских отношениях» между Египтом и Индией[28].
  - В Нью-Дели открылась Азиатская конференция по ослаблению международной напряжённости, в которой приняли участие представители общественности 15 стран, в том числе СССР, Японии, Египта, Иордании, Бирмы и др. Завершила работу 10 апреля, выступив за запрещение оружия массового поражения и приняв обращение с призывом к мирному сосуществованию[29].
- 11 апреля — над Южно-Китайским морем взорван самолёт «Принцесса Кашмира», погибли 16 из 19 человек, находившихся на борту. Целью было несостоявшееся убийство премьера Госсовета КНР Чжоу Эньлая.
- 12 апреля — по инициативе СССР начаты четырёхдневные советско-австрийские переговоры, устранившие последние препятствия на пути восстановления суверенитета Австрии[30].
- 15 апреля — на окраине Чикаго американский бизнесмен Рэй Крок открывает первый ресторан быстрого питания «McDonald's».
- 18 апреля

- - Открытие Бандунгской конференции 29 «неприсоединившихся» государств (завершилась 24 апреля). Участники конференции осудили колониализм, расизм и холодную войну между США и СССР[15].
  - Уход Имре Надя в отставку с поста Председателя Совета Министров Венгрии (эту должность занял Андраш Хегедюш)[14].
- 21 апреля — организована советская научно-исследовательская станция «Северный полюс-5» под руководством Н. А. Волкова.
- 29 апреля — президентом Италии избран христианский демократ Джованни Гронки (вступил в должность 11 мая)[14].

### Май
- 3 мая — на всеобщих выборах в Либерии действующий президент Уильям Табмен получил 99,5% голосов, а его правящая Партия истинных вигов – все 29 мест в парламенте.
- 4 мая — в Вашингтоне заключено Соглашение по вопросу использования атомной энергии между США и Турцией[31].
- 5 мая — вступление в силу Парижских соглашений 1954 года; отмена оккупационного статуса для американских, британских и французских войск на территории ФРГ.
- 7 мая — СССР объявил об аннулировании англо-советского союзного договора 1942 года и франко-советского союзного договора 1944 года в связи с нарушением Великобританией и Францией условий этих договоров и ратификацией Парижских соглашений[14].
- 9 мая — вступление ФРГ в НАТО[14].

- 14 мая — СССР, Албания, Болгария, Венгрия, ГДР, Польша, Румыния и Чехословакия подписали на совещании в Варшаве (проходило с 11 по 14 мая) Договор о дружбе, сотрудничестве и взаимной помощи, образовав Организацию Варшавского договора — один из военно-политических блоков времён холодной войны[6][12].
- 15 мая
  - СССР, США, Великобритания, Франция и Австрия подписали Государственный Договор о восстановлении независимой и демократической Австрии[32].
  - Французские альпинисты Жан Кузи[фр.] и Лионель Террай совершили первовосхождение на Макалу, пятый по высоте восьмитысячник мира.
- 25 мая
  - Британские альпинисты Джо Браун и Джордж Бэнд[англ.] совершили первое успешное восхождение на Канченджангу, третий по высоте восьмитысячник мира.
  - Королевское правительство Лаоса отдало распоряжение о подготовке выборов в Национальное собрание без участия Фронта освобождения Лаоса[20].
- 26 мая
  - Парламентские выборы в Великобритании, вторая подряд победа консерваторов (49,7% голосов, 345 из 630 мест в Палате общин), премьер-министром остался Энтони Иден[33].
  - Начало официального визита Н. А. Булганина и Н. С. Хрущёва в Югославию (завершился 2 июня подписанием Белградской декларации о нормализации советско-югославских отношений)[34].

### Июнь
- 2 июня
  - Официальная дата создания космодрома Байконур.
  - Катастрофа L-049 под Асунсьоном, погибли 16 человек.
- 3 июня — правительство Франции и правительство протектората Тунис подписали конвенцию о предоставлении Тунису внутренней автономии. В тунисское правительство Тахара бен Аммара введены представители партии «Новый Дустур» Хабиба Бургибы, освобождены лидеры национального движения[35].
- 7 июня — созданы вооружённые силы ФРГ.
- 11 июня
  - В Буэнос-Айресе прошло факельное шествие католиков, выступающих против политики президента Хуана Перона. Оно переросло в волнения, в ходе которых со здания Конгресса сорван флаг Аргентины, вместо которого водружён флаг Ватикана[36].
  - Произошла самая крупная авария за всю историю автоспорта: во французском Ле-Мане на 24-часовом марафоне автомобиль «Mercedes-Benz» потерпел аварию и упал на трибуны, что повлекло за собой гибель 84 человек[14].
- 12 июня — президент Аргентины Х. Д. Перон заявил по радио, что католический клир поднялся против народа и нации и выслал из страны архиепископов Мануэля Тото и Рамона Навоа[36].
- 16 июня
  - Совершил первый полёт самолёт Е-4 — прототип МиГ-21 (лётчик-испытатель Г. А. Седов).
  - Папа римский Пий XII отлучил от церкви президента Аргентины Хуана Перона. В Буэнос-Айресе авиация военно-морских сил по приказу контр-адмирала Анибаля Оливьери нанесла бомбовый удар по площади Мая и расположенному на ней президентскому дворцу Каса-Росада. Мятеж провалился, не получив поддержку остальной армии[36].
- 17 июня — в воздух поднялся первый советский реактивный пассажирский самолёт Ту-104 (экипаж Ю. Т. Алашеева).
- 22 июня — над Беринговым морем у острова Святого Лаврентияа сбит самолёт ВМС США «P-2V5 Neptune», нарушивший воздушное пространство СССР. Самолёт упал на остров, экипаж остался жив[37].
- 22—29 июня — в Хельсинки проходила Всемирная ассамблея мира[38].

### Июль
- 4 июля — на парламентских выборах в Мексике победила правящая Институционно-революционная партия, получившая 89,9% голосов и 153 из 162 мест в Палате депутатов.
- 4—12 июля — в Москве состоялся пленум ЦК КПСС, обсудивший развитие советской промышленности и поддержавший нормализацию отношений между СССР и Югославией. Пленум избрал членами Президиума ЦК КПСС А. И. Кириченко и М. А. Суслова[39], секретарями ЦК — А. Б. Аристова, Н. И. Беляева и Д. Т. Шепилова[40]
- 18 июля
  - В городе Анахайм (штат Калифорния, США) открылся парк «Диснейленд»[14].
  - В Женеве началось совещание Председателя Совета Министров СССР Н. А. Булганина, президента США Дуайта Эйзенхауэра, премьер-министра Великобритании Энтони Идена и председателя Совета Министров Франции Эдгара Фора. Закрылось 23 июля, стороны высказались за разрядку международной напряжённости и развитие экономических и культурных связей между Востоком и Западом[12].
- 20 июля — частичное открытие Московского Кремля для посещений.
- 22 июля — официальное открытие в Варшаве Дворца культуры и науки, построенного в 1952—1955 годах силами 3500 советских рабочих по проекту Л. В. Руднева (стало подарком Советского Союза польскому народу).
- 26 июля — на парламентских выборах в Израиле победила правящая партия МАПАЙ, получившая 32,2% голосов и 40 из 120 мест в кнессете.
- 27 июля
  - Вступил в силу Государственный Договор о восстановлении независимой и демократической Австрии[30].
  - Истребители ВВС Болгарии сбили израильский пассажирский самолёт «Lockheed Constellation», погибли 58 человек.
- 31 июля—14 августа — в Варшаве проходил V Всемирный фестиваль молодёжи и студентов.

### Август
- 1 августа — в Женеве открылись многолетние переговоры об урегулировании отношений между США и Китайской Народной Республикой[41].
- 4—5 августа — в Москве состоялась третья сессия Верховного Совета СССР 4-го созыва[42].
- 5 августа — заключено Европейское валютное соглашение[43].
- 6 августа
  - Открытие в Хиросиме первой Всемирной конференции за запрещение атомного и водородного оружия (завершилась 15 августа)[15].
  - Катастрофа Ил-14 под Воронежем, погибли 25 человек.
- 15 августа — в Тегеране подписан Договор о дружбе, экономических отношениях и консульских правах между США и Ираном, предусматривавший взаимный принцип наиболее благоприятствуемой нации в отношении прав граждан и компаний, торговли и консульских связей[44].
- 16 августа — принятие парламентом Судана резолюции с требованием предоставить стране полную независимость[45].
- 18 августа — восстание Экваториального корпуса на юге Судана, начало первой гражданской войны в стране[46].
- 20 августа — на северо-востоке Алжира вспыхнуло восстание, подготовленное Фронтом национального освобождения. В результате Филиппвильской резни[англ.], устроенной партизанами Фронта, погибли 123 мирных жителя[47]. Она открыла новый этап в национально-освободительной войне Алжира за независимость[48].
- 23 августа — ввод в действие Череповецкого металлургического завода[6].
- 25 августа — окончание вывода советских войск из Австрии.

### Сентябрь
- 6 сентября — указ Президиума Верховного Совета СССР «Об установлении ежегодного праздника „День строителя“».
- 6—7 сентября — Стамбульский погром в Турции, направленный против греков, армян и евреев[49].
- 9 сентября
  - Начало официального визита в Москву канцлера ФРГ Конрада Аденауэра (завершился 14 сентября). Достижение договорённости об установлении дипломатических отношений между СССР и ФРГ и о возвращении на родину остававшихся в СССР немецких военнопленных (около 10000 человек))[50].
  - В Малайской Федерации объявлена амнистия участникам партизанской борьбы под руководством Коммунистической партии Малайи. Партизаны амнистию не приняли[51].
- 11 сентября — на парламентских выборах в Камбодже победу одержала созданная бывшим королём Нородомом Сиануком партия Народно-социалистическое сообщество (Сангкум)[17].
- 13 сентября — французскими властями запрещена Алжирская коммунистическая партия, поддержавшая антифранцузское восстание в Алжире[48].
- 14 сентября
  - Установлены дипломатические отношения между СССР и ФРГ[18].
  - Во Франции распущена партия Объединение французского народа генерала Шарля де Голля[52].
- 16 сентября
  - Премьер-министр Финляндии Урхо Кекконен, прибывший в Москву по личному приглашению К. Е. Ворошилова, начал переговоры с Н. С. Хрущёвым. Кекконену был предложен отказ СССР от военно-морской базы Порккала-Удд, арендованной на срок до 1994 года, в обмен на продление на 20 лет советско-финского договора 1948 года. Начало всестороннего советско-финляндского сотрудничества[53].
  - В Аргентине против президента Х. Д. Перона восстал гарнизон Кордовы во главе с генералом Эдуардо Лонарди и военно-морские силы страны (Освободительная революция)[54].
- 17 сентября — указ Президиума Верховного Совета СССР «Об амнистии советских граждан, сотрудничавших с оккупантами в период Великой Отечественной войны 1941—1945 гг.».
- 19 сентября
  - Подписание в Москве соглашения между СССР и Финляндией об отказе Советского Союза от прав на использование территории Порккала-Удд для военно-морской базы и выводе советских вооружённых сил с этой территории[49][53].
  - Досрочное завершение вывода частей Советской Армии из Австрии[30].
- 20 сентября — подписание Договора о дружбе и сотрудничестве между СССР и ГДР, по которому СССР признавал полный суверенитет Германской Демократической Республики[12].

- 21 сентября — президент Аргентины генерал-лейтенант Хуан Перон бежал на канонерской лодке из охваченной мятежом страны в Парагвай, передав власть хунте во главе с командующим армией генерал-лейтенантом Хосе Доминго Молиной Гомесом[55].
- 22 сентября — руководитель мятежа в Кордове дивизионный генерал Эдуардо Лонарди приведён к присяге как временный президент Аргентины (до 16 ноября 1955 года)[55].
- 23 сентября — присоединение Пакистана к Багдадскому пакту[56].
- 25 сентября — Национальное собрание Камбоджи приняло решение о выходе страны из состава Французского союза (в январе 1956 года это было закреплено принятием специальной поправки к тексту Конституции 1947 года)[57][58].
- 27 сентября — в Женеве началось совещание министров иностранных дел СССР (В. М. Молотов), Великобритании (Гарольд Макмиллан), Франции (Антуан Пине) и госсекретаря США Джона Даллеса по вопросам европейской безопасности, разоружению и германскому вопросу (закрылось 16 ноября)[38].
- 29 сентября — на парламентских выборах в Индонезии победили Национальная партия (22,3% голосов) и партия Машуми (20,9% голосов), получившие по 57 из 257 мест в Совете народных представителей.

### Октябрь
- 1 октября
  - Преобразование китайской провинции Синьцзян в Синьцзян-Уйгурский автономный район КНР[59].
  - Антифранцузское восстание распространилось на западные районы Алжира. Вскоре вся территория колонии стала ареной боёв французской армии с алжирскими партизанами[48].
- 3 октября
  - На президентских выборах в Бразилии победил Жуселину Кубичек, получивший 35,7% голосов.
  - В Камбодже сформировано первое правительство Народно-социалистического сообщества во главе с бывшим королём Нородомом Сиануком[17].
- 6 октября
  - На Парижском автосалоне впервые показан публике «Citroën DS», носивший неофициальное название «Богиня».
  - Катастрофа DC-4 на Медисин-Боу, погибли 66 человек.
- 9 октября — премьер-министр Лаоса Катай Дон Сасорит и руководитель Фронта освобождения Лаоса принц Суфанувонг встретились в Рангуне для переговоров о национальном примирении[60].
- 11 октября — подписание нового соглашения о прекращении военных действий в Лаосе[60].
- 12 октября — опубликовано заявление Советского правительства, предостерегающее Иран от присоединения к Багдадскому пакту[61].
- 16 октября — в Швеции прошёл референдум о переходе на правостороннее автомобильное движение, 83% проголосовавших высказалось против. Тем не менее, переход состоялся с 3 сентября 1967 года.
- 17 октября — в Вене подписан Договор о торговле и судоходстве между СССР и Австрией[30].
- 20 октября — заключён Договор о совместной обороне между Египтом и Сирией, позволяющий ввод египетских войск на сирийскую территорию[62].
- 22 октября — постановление Совета Министров Союза ССР «О начале работ по созданию ПЛА проекта 645», в соответствии с которым развернулись работы по созданию атомной подводной лодки «К-27» (первое применение РЖМТ).
- 23 октября — референдум в Южном Вьетнаме по вопросу о ликвидации монархии и переходу к республиканской форме правления, проводившийся с большим числом нарушений и подтасовок[63].
- 25 октября
  - Завершён вывод союзных оккупационных войск СССР, США, Великобритании и Франции из Австрии. На следующий день австрийский парламент принял закон о постоянном нейтралитете страны[32].
  - Американская компания «Tappan Company» впервые представила бытовую микроволновую печь.
- 26 октября — в Южном Вьетнаме в соответствии с результатами референдума 23 октября ликвидирована монархия и провозглашена Республика Вьетнам, президентом которой стал Нго Динь Зьем[63][64].
- 29 октября — загадочный взрыв линкора «Новороссийск» в Севастопольской бухте, гибель 609 моряков.
- 30 октября — на парламентских выборах в Швейцарии победила Социал-демократическая партия получившая 27% голосов и 57 из 196 мест в Национальном совете.

### Ноябрь
- 1 ноября
  - Началась Война во Вьетнаме (до 30 апреля 1975 года).
  - Катастрофа DC-6 под Лонгмонтом (погибли 44 человека) — первый теракт на борту самолёта, расследованием которого занималось ФБР.
- 3 ноября
  - Присоединение Ирана к Багдадскому пакту[14].
  - Премьер-министром Израиля стал Давид Бен-Гурион.
- 4 ноября — постановление ЦК КПСС и Совета министров СССР «Об устранении излишеств в проектировании и строительстве», которое завершило эпоху «Сталинского ампира».
- 15 ноября
  - Открытие Ленинградского метрополитена имени Ленина (был введён в эксплуатацию участок Кировско-Выборгской линии между станциями «Площадь Восстания» и «Автово»).
  - Объединение Либеральной и Демократической партий Японии в Либерально-демократическую партию Японии, лидером которой (с 5 апреля 1956 года — председателем) стал Итиро Хатояма, продолжавший возглавлять правительство Японии.
- 16 ноября — временный президент Аргентины дивизионный генерал Эдуардо Лонарди передал власть командующему армией генерал-лейтенанту Педро Арамбуру (до 1 мая 1958 года)[65].
- 22 ноября — отмена Военной коллегией Верховного суда СССР приговора 1952 года по делу Еврейского антифашистского комитета[6].
- 23 ноября
  - Указ Президиума Верховного Совета СССР «Об отмене запрещения абортов»[66].
  - Передача Кокосовых островов, входивших в состав британской колонии Сингапур, под управление Австралии[57].
- 25 ноября — Председатель Совета Министров СССР Н. А. Булганин в своём послании президенту США Дуайту Эйзенхауэру отверг план «открытого неба» (за четыре месяца до этого Дуайт Эйзенхауэр в Женеве предложил вести воздушное фотографирование территорий СССР и США, чтобы не подвергать себя «страхам и опасностям внезапного нападения»).
- 29 ноября — меджлис Ирана утвердил закон, призванный привлечь иностранные инвестиции в экономику страны[67].
- 30 ноября — из Калининграда к берегам Антарктиды отправилось флагманское судно первой советской антарктической экспедиции — дизель-электроход «Обь»[18].

### Декабрь
- 5 декабря
  - Начало кампании бойкота автобусов негритянским населением города Монтгомери (штат Алабама, США) под руководством Мартина Лютера Кинга в знак протеста против расовой сегрегации[68].
  - Американская федерация труда и Конгресс производственных профсоюзов США объединились в профцентр АФТ-КПП[14].
- 6 декабря — Национальное собрание Камбоджи приняло закон, признающий социальное равенство женщин и мужчин и предоставляющий женщинам избирательное право[17].
- 7 декабря — сформировано первое национальное правительство французского протектората Марокко во главе с Мбареком Си Беккаи (до 12 мая 1958 года)[69].
- 9 декабря — Аднан Мендерес сформировал правительство Турции[14].
- 12 декабря — в преддверии предоставления стране независимости подал в отставку последний британский генерал-губернатор Судана Александер Кнокс Хельм[45].
- 14 декабря — приняты в ООН Албания, Ирландия, Непал, Португалия, получившие независимость Иордания, Камбоджа, Лаос, Ливия, Цейлон, а также выступавшие во Второй мировой войне на стороне Германии Австрия (входила в состав Третьего Рейха), Венгрия, Болгария, Испания, Румыния и Финляндия[70].
- 17 декабря — англо-маскатские войска заняли столицу Омана Назву. Власть в имамате передана правителю Маската Саиду бен Таймуру, оманский правитель имам Галиб бен Али в январе 1956 года бежал в Саудовскую Аравию[71].
- 18 декабря — на парламентских выборах в Гватемале победило Движение национального освобождения, получившее 58 из 66 мест.
- 19 декабря — парламент Судана принимает резолюцию с призывам к Египту и Великобритании признать независимость страны (предоставлена 1 января 1956 года; 19 января Судан присоединился к Лиге арабских государств[14]).
- 20 декабря — объявление Кардиффа столицей Уэльса.
- 21 декабря
  - Сенат Ирана утвердил закон о продаже государственных земель в рассрочку крестьянам, отставным офицерам и государственным служащим[72].
  - Катастрофа Ли-2 под Балхашем.
- 26—29 декабря — в [Москве состоялась четвёртая сессия Верховного Совета СССР 4-го созыва[73].
- 29 декабря — ввод в действие 1-го агрегата Куйбышевской ГЭС[6].
- 31 декабря — в преддверии получения Суданом 1 января 1956 года независимости парламент страны принял временную конституцию, по которой Судан провозглашался унитарной демократической республикой[45].

### Без точных дат
- В Париже издан роман Владимира Набокова «Лолита».
- Издан роман Д. Р. Р. Толкина «Властелин колец».
- Издана основная работа Дж. Келли «Психология личных конструктов».
- Впервые была опубликована «Книга Урантии».
- Успенский и Архангельский соборы, закрытые для посещений и богослужений в 1918 году, открыты как музей Московского Кремля[74][75].

## Персоны года
Человек года по версии журнала Time — Харлоу Кертис, американский промышленный руководитель (General Motors).

## Родились
См. также: Категория:Родившиеся в 1955 году

### Январь
- 1 января — Геннадий Лячин, командир АПРК «Курск», капитан 1-го ранга, Герой России посмертно (ум. 2000).
- 6 января — Роуэн Аткинсон, английский актёр-комик.
- 9 января — Дж. К. Симмонс, американский актёр, обладатель премии «Оскар».
- 17 января — Каталин Карико, американский биохимик, лауреат Нобелевской премии по физиологии и медицине 2023 года.
- 18 января — Кевин Костнер, американский актёр, продюсер, режиссёр и музыкант, обладатель двух премий «Оскар».
- 28 января — Николя Саркози, президент Франции в 2007–2012 годах.

### Февраль
- 2 февраля — Лешек Энгелькинг, польский поэт, писатель и переводчик.
- 24 февраля — Стив Джобс, основатель и генеральный директор корпорации Apple (ум. 2011).

### Март
- 2 марта — Виктор Сиднев, участник телевизионной игры «Что? Где? Когда?».
- 2 марта — Сёко Асахара, основатель и руководитель тоталитарной секты «Аум Синрикё».
- 9 марта — Пат Мёрфи (Патриция Энн Мёрфи), американская писательница-фантаст.
- 9 марта — Орнелла Мути, итальянская киноактриса.
- 13 марта — Зинэтула Билялетдинов, советский хоккеист, главный тренер сборной России в 2004 и 2011–2014 годах, олимпийский чемпион, шестикратный чемпион мира.
- 15 марта — Ди Снайдер, американский рок-музыкант, вокалист и фронтмен глэм-метал группы «Twisted Sister».
- 17 марта — Гэри Синиз, американский актёр театра и кино.
- 19 марта — Брюс Уиллис, американский киноактёр.
- 21 марта — Жаир Болсонару, президент Бразилии в 2019–2023 годах.
- 22 марта — Лена Олин, шведская актриса.
- 27 марта — Мариано Рахой, премьер-министр Испании в 2011–2018 годах.
- 31 марта — Ангус Янг, бессменный гитарист и автор песен австралийской рок-группы «AC/DC».

### Апрель
- 5 апреля — Александр Ситковецкий, гитарист, лидер московской группы «Високосное Лето», основатель группы «Автограф».
- 13 апреля — Ирина Хакамада, российский политик.
- 14 апреля — Алексей Лебедь, бывший губернатор Хакасии (ум. в 2019).
- 18 апреля — Майк Науменко, рок-музыкант (ум. в 1991).
- 19 апреля — Сергей Рудницкий, композитор, аранжировщик, участник рок-группы «Аракс», музыкальный руководитель театра «Ленком» (ум. в 2024).
- 29 апреля — Сергей Овчаров, кинорежиссёр («Небывальщина», «Оно»).
- 29 апреля — Лариса Удовиченко, российская актриса театра и кино, народная артистка Российской Федерации.

### Май
- 4 мая — Даля Докшайте, литовская художница.
- 7 мая — Василий Юрьев, российский военнослужащий, Герой Российской Федерации посмертно (погиб в 2000)
- 8 мая — Мелес Зенауи, президент Эфиопии в 1991–1995, и  премьер-министр Эфиопии в 1995–2012 годах (ум. в 2012)
- 10 мая — Александр Друзь, знаток, мэтр клуба «Что? Где? Когда?».
- 21 мая — Сергей Шойгу, российский государственный и военный деятель, Секретарь Совета Безопасности Российской Федерации с 2024 года, Генерал армии. Герой Российской Федерации.
- 21 мая — Олег Салюков, главнокомандующий сухопутными войсками Российской Федерации с 2014 года, генерал армии.
- 31 мая — Владимир Кузьмин, российский музыкант, певец, композитор.

### Июнь
- 1 июня — Евгения Симонова, советская и российская актриса театра и кино, народная артистка России, лауреат Государственной премии СССР.
- 8 июня — Тим Бернерс-Ли, английский учёный, изобретатель Всемирной паутины.
- 11 июня — Юрий Седых, советский легкоатлет, двукратный олимпийский чемпион, заслуженный мастер спорта СССР (ум. в 2021).
- 16 июня
  - Леонид Жуков, российский поэт.
  - Артемий Троицкий, российский музыковед.
  - Анатолий Чубайс, российский политик и государственный деятель.
- 21 июня — Мишель Платини, французский футболист и тренер.
- 23 июня — Юрий Григорьев, российский актёр театра и кино, телеведущий.
- 27 июня — Изабель Аджани, французская актриса театра и кино.
- 28 июня — Николай Зимятов, советский лыжник, четырёхкратный олимпийский чемпион, заслуженный мастер спорта СССР, заслуженный тренер России.

### Июль
- 1 июля — Ли Кэцян, премьер Государственного совета КНР с 2013 по 2023.
- 9 июля — Джимми Смитс, американский актёр.
- 22 июля — Уиллем Дефо, американский актёр.

### Август
- 4 августа — Билли Боб Торнтон, американский актёр и режиссёр.
- 7 августа — Владимир Сорокин, русский писатель.
- 11 августа — Сергей Мавроди, основатель МММ.(ум в 2018)
- 15 августа — Али Лараед, тунисский политик, премьер-министр Туниса в 2013–2014 годах.
- 19 августа — Питер Галлахер, актёр, музыкант и писатель.
- 21 августа — Сергей Сельянов, российский кинопродюсер («Монгол»).
- 26 августа — Владимир Белов, российский военный врач, Герой Российской Федерации.
- 27 августа — Роберт Ричардсон, американский кинооператор, трижды лауреат премии «Оскар».

### Сентябрь
- 10 сентября
  - Лариса Долина, российская эстрадная и джазовая певица, актриса, народная артистка Российской Федерации.
  - Борис Егоров, советский и российский телеведущий, прозаик, психолог, психиатр, психотерапевт, психоаналитик, сексопатолог и нарколог (ум. в 2021).
- 14 сентября — Лев XIV, Папа Римский.
- 24 сентября — Александр Баширов, российский актёр и режиссёр.
- 26 сентября — Эдмунд Шклярский, российский композитор, поэт, музыкант, исполнитель, художник.

### Октябрь
- 1 октября — Пекка Юльхя, финский скульптор.
- 15 октября — Таня Робертс, американская киноактриса (ум. в 2021).
- 26 октября — Стивен Керн Робинсон, американский астронавт.
- 27 октября — Виктор Гусев, российский телеведущий, спортивный комментатор Первого канала.
- 28 октября — Билл Гейтс, основатель корпорации Microsoft[14].

### Ноябрь
- 8 ноября — Джеффри Форд, американский писатель, пишущий в жанрах фантастики, фэнтези, мистики.
- 10 ноября — Роланд Эммерих, американский режиссёр немецкого происхождения.
- 13 ноября — Вупи Голдберг, американская киноактриса.
- 13 ноября — Борис Александров, хоккеист ЦСКА (погиб 1 августа 2002).

### Декабрь
- 18 декабря — Алексей Венедиктов, российский журналист, главный редактор радиостанции «Эхо Москвы».
- 25 декабря — Евгений Маргулис, российский рок-музыкант, гитарист и певец.

## Скончались
См. также: Категория:Умершие в 1955 году
Список умерших в 1955 году
- 6 января — Евгений Викторович Тарле, русский и советский историк, академик АН СССР (род. 1874).
- 11 января — Родольфо Грациани, итальянский военный и государственный деятель, маршал Италии  (род. 1882).
- 5 марта — Антанас Меркис, литовский государственный деятель (род. 1887).
- 11 марта — Александр Флеминг, британский бактериолог, первооткрыватель пенициллина (род. 1881)[14].
- 19 марта
  - Леонид Александрович Говоров, советский военачальник, Маршал Советского Союза, Герой Советского Союза (род. 1897)[76].
  - Михай Каройи, первый президент и первый премьер-министр независимой Венгрии в 1918–1919 годах (род. 1875).
- 23 марта — Артур Бернардис, президент Бразилии в 1922–1926 годах (род. 1875).
- 18 апреля — Альберт Эйнштейн, немецкий физик-теоретик, создатель теории относительности, лауреат Нобелевской премии по физике 1921 года (род. 1879)[77].
- 4 мая — Джордже Энеску, румынский композитор (род. 1881).
- 11 мая — Николай Митрофанович Крылов, российский и советский математик и механик, академик АН СССР (род. 1879)[78].
- 16 мая — Гарольд Мэррей, британский историк шахмат (род. 1868).
- 23 июля — Корделл Халл, американский государственный деятель, госсекретарь США в 1933–1944, лауреат Нобелевской премии мира за 1945 год (род. 1871).
- 25 июля — Исаак Осипович Дунаевский, советский композитор, народный артист РСФСР, лауреат двух Сталинских премий (род. 1900).
- 12 августа — Томас Манн, немецкий писатель, лауреат Нобелевской премии по литературе 1929 года (род. 1875)[14].
- 17 августа — Фернан Леже, французский живописец и скульптор (род. 1881).
- 25 сентября — Марта Норелиус, американская пловчиха, трёхкратная олимпийская чемпионка (род. 1909).
- 30 сентября
  - Джеймс Дин, американский киноактёр (род. 1931; погиб в автомобильной катастрофе)[14].
  - Михаил Александрович Чехов, русский, советский и американский драматический актёр, театральный педагог, режиссёр, заслуженный артист РСФСР (род. 1891.
- 4 октября — Александрос Папагос, греческий военный и политический деятель, премьер-министр в 1952–1955 годах, умер в должности (род. 1883.
- 13 октября — Мануэль Авила Камачо, президент Мексики в 1940–1946 годах (род. 1896.
- 18 октября — Хосе Ортега-и-Гассет, испанский философ, публицист, социолог и эссеист (род. 1883)
- 1 ноября — Дейл Карнеги, американский педагог, лектор, писатель, оратор-мотиватор (род. 1888.
- 5 ноября — Морис Утрилло, французский художник (род. 1883)[14].
- 6 ноября — Эдвин Джеймс Баркли, президент Либерии в 1930–1944 годах (род. 1882).
- 12 ноября — Альфред Хайош, венгерский архитектор и пловец, двукратный чемпион первых летних Олимпийских игр 1896 года (род. 1878).
- 27 ноября — Артюр Онеггер, швейцарско-французский композитор (род. 1892)[14].
- 8 декабря — Герман Вейль, немецкий математик (род. 1885)[79].
- 13 декабря — Антониу Эгаш Мониш, португальский психиатр и нейрохирург, лауреат Нобелевской премии по физиологии и медицине за 1949 год (род. 1874).
- 19 декабря — Александр Михайлович Любимов, русский советский художник и педагог (род. 1879).

## Нобелевские премии
- Физика:
  - Уиллис Юджин Лэмб — «За открытия, связанные с тонкой структурой спектра водорода»;
  - Поликарп Куш — «За точное определение магнитного момента электрона»[80].
- Химия — Винсент дю Виньо «За работу с биологически активными соединениями, особенно за впервые осуществлённый синтез полипептидного гормона»[80].
- Физиология и медицина — Аксель Хуго Теодор Теорелль «За открытия, касающиеся природы и механизма действия окислительных ферментов»[80].
- Литература — Халлдор Кильян Лакснесс — «За яркую эпическую силу, которая возродила великое повествовательное искусство Исландии».
- Премия мира — не присуждалась.